# Metasynaptops tenuiflagellaris
Metasynaptops tenuiflagellaris es una especie de coleóptero de la familia Attelabidae.

## Distribución geográfica
Habita en Papúa Nueva Guinea.